# Rhynchopsitta terrisi
Rhynchopsitta terrisi (лат.) — вид птиц из семейства попугаевых.

## Таксономия
Ранее считался подвидом толстоклювого ара, в настоящее время выделен в отдельный вид. Подвидов не выделяют.

## Распространение
Эндемики Мексики, обитают в горах Восточная Сьерра-Мадре на севере страны.

## Описание
Крупные длиннохвостые попугаи. Окрас преимущественно ярко-зелёный с темно-коричневыми и красными деталями. У взрослой особи темный клюв и оранжево-желтые радужки, окруженные желтовато-белым кольцом, а также темно-серые пальцы ног. Длина тела 40-45 см.

## Биология
Питаются в основном семенами растений из рода Pinus, но также нектаром, цветами и плодами (агава).
Очень социальны, живут колониями. Гнездятся в отверстиях в известняковых скалах. В кладке 1-4 яйца.